# Thevenetimyia nigra
Thevenetimyia nigra är en tvåvingeart som först beskrevs av Macquart 1834.  Thevenetimyia nigra ingår i släktet Thevenetimyia och familjen svävflugor. Inga underarter finns listade i Catalogue of Life.